# Snowstar Records
Snowstar Records is een onafhankelijk platenlabel uit Utrecht dat in 2003 is opgericht door Cedric Muyres. Het label brengt indie, singer-songwriter en folk uit.

## Geschiedenis
Snowstar Records is sinds 2003 actief in de alternatieve popmuziek. Sinds 2008 werkt het label vanuit Utrecht en richt het zich op indie, singer-songwriter, folk en slowcore. In de eerste jaren na 2008 was Stefan Breuer (tevens bandlid van I am Oak en Lost Bear) meermaals betrokken in de productie (opname of mixage), terwijl Tammo Kersbergen (idem) veel van de mastering verzorgd heeft. Het label distribueert ook buiten Nederland, door met andere buitenlandse labels samen te werken, waaronder Signpole, Unday, LAB en N.E.W.S..
Bij het tienjarig bestaan in 2013 ontving Snowstar Records de prijs voor "Beste Utrechtse Initiatief" van 3voor12 Utrecht.
Het label heeft verschillende jubilea gevierd met concerten in Utrecht. Het vijfjarige jubileum vond plaats in dB's, het tienjarige jubileum in Tivoli Oudegracht en het twaalf-en-een-halfjarig en  vijftienjarig jublieum in TivoliVredenburg. Bij al deze vieringen werden de optredens verzorgd door bij het label getekende artiesten.